# لوریس هویان
لوریس هویان (به ارمنی: Լորիս Հովուեան) (زادهٔ ۳۰ شهریور ۱۳۵۲ در آبادان)، رهبر اپرا، پیانیست و مدرس صداسازی و آواز کلاسیک ایرانی ارمنی‌تبار است.
لوریس هویان در طول زندگی حرفه‌ای خود در رشته موسیقی در دانشکده هنرهای زیبا دانشگاه تهران، گروه موسیقی دانشگاه صدا و سیما، دانشگاه جامع علمی کاربردی و هنرستان عالی موسیقی تدریس کرده است. وی آموزش تئوری موسیقی، سلفژ، هارمونی، پارتیتورخوانی، رهبری ارکستر و رهبری کُر را در کارنامه خود دارد.
او بنیان‌گذار و رهبر ارکستر مجلسی و گروه کُر دانشگاه تهران، ارکستر سمفونیک دانشکده صدا و سیما، ارکستر مجلسی سیلک و گروه کُر آواسا نیز هست.
لوریس هُویان دارای مدرک کارشناسی موسیقی از دانشگاه آزاد اسلامی در تهران، مدرک کارشناسی ارشد رهبری اپرا و ارکستر سمفونیک از کنسرواتوار دولتی کومیتاس ایروان در ارمنستان، و مدرک دکتری رهبری اپرا از کنسرواتوار دولتی کومیتاس ایروان در ارمنستان است. از اساتید موسیقی وی می‌توان به فرهاد فخرالدینی، کامبیز روشن روان، امیر اشرف آریانپور، مصطفی کمال پورتراب، حسن ریاحی، محمد سریر، رافائل میناسکانیان، یوری داوتیان و ادوارد میرزویان اشاره کرد.

## زندگی خصوصی
لوریس هُویان در سال ۱۳۵۲ در خانواده ای دوست‌دار فرهنگ در آبادان زاده شد. پدرش آندرانیک هویان، در آن زمان ریاست اداره «فرهنگ و هنر» آبادان را بر عهده داشت. پدربزرگش، «سیمون هُویان» از ارمنی‌های ترکیه و مادربزرگش، «یودوکسیا رالی»، یونانی الاصل بود.
مادرش آزادوهی چولاکیانس، از ارمنی‌های منطقه کراسنودار روسیه است.

## فعالیت‌های هنری
لوریس هُویان از ۶ سالگی به گروه کر کودکان باشگاه آرارات به رهبری خانم هراچوهی ماکاریان پیوست، و از ۱۰ سالگی آموختن نوازندگی پیانو را نزد ماگدا مارکاریان آغاز کرد. وی سپس با عضویت در گروه کر سوان، اصول مقدماتی رهبری را از گورگن موسسیان آموخت.
از سال ۱۳۷۰، هنگامی که تنها ۱۸ سال داشت، لوریس هویان، به گروه کر ارکستر سمفونیک تهران، به رهبری گورگن موسسیان پیوست. از سال ۱۳۷۴، در ۲۲ سالگی، همزمان با فعّالیت‌های خوانندگی و نوازندگی به عنوان آکومپانیمانیست (نوازنده همراهی‌کننده) در گروه کر ارکستر سمفونیک تهران، فعّالیت خود را به عنوان پیانیست ارکستر سمفونیک تهران، به رهبری فریدون ناصری آغاز کرد. وی در همین سال‌های فعّالیت در ارکستر سمفونیک تهران، از آموزش‌های مستمر آواز حسین سرشار بهره‌مند شد.
هُویان طی دوران تحصیل در دوره کارشناسی موسیقی دانشگاه آزاد اسلامی نزد اساتیدی چون فرهاد فخرالدینی، کامبیز روشن روان، امیر اشرف آریانپور، مصطفی کمال پورتراب، حسن ریاحی، محمد سریر، رافائل میناسکانیان و چیستا غریب کسب دانش کرده است. وی طی این مدت از کلاس‌های آزاد محمدسعید شریفیان و مهران روحانی نیز بهره برده است. در همین دوران، به عنوان مدرس با هنرستان موسیقی دختران تهران همکاری داشت.
در سال ۱۳۷۸ با موفقیت در آزمون ورودی کنسرواتوار دولتی کومیتاس ایروان در ارمنستان، نزد استاد ارشد رهبری، یوری داوتیان، رهبری ارکستر و نزد رومن داوتیان ارکستراسیون و پارتیتور خوانی را فرا گرفت و در سال ۱۳۸۳ با درجه ممتاز، مدرک کارشناسی ارشد رهبری اپرا و ارکستر سمفونیک را دریافت کرد. هویان آزمون پایان دورهٔ کارشناسی ارشد خود در کنسرواتوار را با رهبری ارکستر سمفونیک رادیو- تلویزیون دولتی ارمنستان به ریاست ادوارد میرزویان برگزار کرد.
پس از بازگشت به ایران در گروه موسیقی دانشکده هنرهای زیبا دانشگاه تهران مشغول تدریس شد و ارکستر مجلسی و گروه کر دانشگاه تهران را بنیاد نهاد و رهبری کرد.
در سال ۱۳۸۴ در گروه موسیقی دانشگاه صدا و سیما مشغول تدریس شد و همچون تجربه‌اش در دانشکده هنرهای زیبا دانشگاه تهران، «ارکستر سمفونیک دانشکده صدا و سیمای جمهوری اسلامی ایران» را بنیاد نهاد و رهبری آن را بر عهده گرفت. از مهم‌ترین فعالیت‌های ارکستر و گروه کر دانشکده صدا و سیما می‌توان به اجرا در بیست و یکمین جشنواره موسیقی فجر، مراسم اختتامیه دومین جشنواره ملی فیلم دانشجویی صدا و سیما، نخستین یادوارهٔ چهارصد شهید دانشجوی دانشگاه تهران و نخستین جشن ملّی فناوری هسته‌ای در نطنز (با همکاری گروه کر دانشگاه تهران) با پوشش خبری مستقیم از شبکه سراسری و شبکه‌های ماهواره‌ای، اشاره نمود.
در بهمن ۱۳۸۵ با همراهی تعدادی از نوازندگان ارکستر سمفونیک دانشکده صدا و سیما و همیاری تنی چند از نوازندگان جوان و مجرب، ارکستر مجلسی سیلک را با گرایش موسیقی کلاسیک تأسیس کرده و رهبری آن را بر عهده گرفت و با این ارکستر در بیست و سومین جشنواره بین‌المللی موسیقی فجر به مقام نخست دست یافت.
لوریس هویان در سال ۱۳۸۶ برای تحصیل در مقطع دکتری رهبری اپرا به کنسرواتوار دولتی کومیتاس ایروان در ارمنستان بازگشت و در سال ۱۳۸۸ موفق به دریافت «مدرک عالی رهبری اپرا و ارکستر سمفونیک» با درجه ممتاز شد.
در تیرماه ۱۳۹۱ «گروه کُر آواسا» را در ایران بنیاد نهاد و رهبری آن را بر عهده گرفت. در سال‌های اخیر اجراهای متعددی را با آواسا در تهران و شهرهای دیگر ایران داشت. حضور در نخستین هم‌اندیشیِ نخبگان و استعدادهای برتر هنری در تاریخ ششم آبان ۱۳۹۱ در تالار وحدت تهران و اجرای سرود «دانشگاه شهید بهشتی» از تجربه‌های این ارکستر و گروه کُر به رهبری هُویان بوده است.
از فعالیت‌های دیگر وی در این سال‌ها می‌توان به تدریس در مقاطع تحصیلی کارشناسی و کارشناسی ارشد در دانشکده موسیقی و نمایش پردیس هنرهای زیبای دانشگاه تهران اشاره کرد. هویان در سال‌های ۱۳۹۱ تا ۱۳۹۳ مدیریت گروه «رشته نوازندگی سازهای کلاسیک» و همچنین گروه «رشته رهبری ارکستر» در دانشگاه جامع علمی کاربردی واحد ۱۱ (هنرستان عالی موسیقی) را بر عهده داشته است. سابقه تدریس وی در هنرستان عالی موسیقی به سال ۱۳۸۸ بازمی‌گردد.
لوریس هُویان آموزش تئوری موسیقی، سلفژ، هارمونی، پارتیتورخوانی، رهبری ارکستر و دشیفراژ، رهبری کُر، صداسازی و آواز کلاسیک را در کارنامه خود دارد.

## برخی تجربه‌های حرفه‌ای
- نوازنده پیانو و خواننده کُر، ارکستر سمفونیک تهران (سال‌های ۱۳۷۲ تا ۱۳۷۸)
- نوازنده پیانو و خواننده کُر، ارکستر سمفونیک سازمان صدا و سیما (سال‌های ۱۳۷۴ تا ۱۳۷۸)
- دستیار لوریس چکناواریان (سال‌های ۱۳۷۹ تا ۱۳۸۴)
- بنیانگذار و رهبر ارکستر مجلسی و گروه کُر دانشجویان پردیس هنرهای زیبای دانشگاه تهران (سال‌های ۱۳۸۳ تا ۱۳۸۴)
- بنیانگذار و رهبر ارکستر سمفونیک دانشکده صدا و سیما (سال‌های ۱۳۸۴ تا ۱۳۶۴)
- رهبر ارکستر بزرگداشت محمد نوری (سالن میلاد نمایشگاه بین‌المللی تهران، تیرماه ۱۳۹۰) با حضور هنرمندانی چون خشایار اعتمادی، رضا یزدانی، هومن جاوید، مانی رهنما و علی تفرشی
- بنیانگذار و رهبر ارکستر مجلسی سیلک (موسیقی کلاسیک ایرانی) (سال‌های ۱۳۸۵ تا ۱۳۸۷)
- بنیانگذار و رهبر گروه گروه کُر آواسا (سال‌های ۱۳۹۱ تا ۱۳۹۳)

## برخی تجربه‌های دانشگاهی
- استاد مدعو دانشکده موسیقی و نمایش پردیس هنرهای زیبای دانشگاه تهران
- مدیر گروه‌های رهبری ارکستر و سازهای جهانی، دانشگاه جامع علمی کاربردی واحد ۱۱ (هنرستان عالی موسیقی)
- استاد مدعو گروه موسیقی دانشکده صدا و سیما
- استاد مدعو گروه موسیقی دانشگاه جامع علمی کاربردی (گرگان)
- استاد مدعو گروه موسیقی دانشگاه جامع علمی کاربردی (شیراز)
- استاد مدعو موسیقی انجمن موسیقی ایران (شعبه یزد) - اداره فرهنگ و ارشاد اسلامی شهرستان یزد

## برخی تجربه‌های داوری
- داورِ هفتمین جشنواره موسیقی گروه نوازی فارس، شیراز (دی ماه ۱۳۹۲) در کنار هنرمندانی چون حسین علیزاده، شهرام ناظری، مسعود شناسا، آذین موحد، جاوید مجلسی و محمدرضا چراغعلی
- داورِ دومین جشنواره مسابقات فرهنگی هنری دانشجویان مراکز تربیت معلم سراسر کشور در رشته سرود، شیراز (مردادماه ۱۳۸۵)
- داورِ نخستین جشنواره مسابقات فرهنگی هنری دانشجویان مراکز تربیت معلم سراسر کشور در رشته سرود، سنندج (مردادماه ۱۳۸۴)

## برخی تجربه‌های صنفی
- سخنگو و عضو هیئت مدیره کانون آهنگسازان و رهبران خانه موسیقی ایران (۱۳۹۰)

## برخی افتخارات
- کسب رتبه نخست و چنگ زرین در بخش رقابتی سنتی تلفیقی بیست و سومین جشنواره بین‌المللی موسیقی فجر (۱۳۸۶) (با رهبری ارکستر مجلسی سیلک)
- کسب رتبه دوم در بخش رقابتی کلاسیک غیرایرانی بیست و هفتمین جشنواره بین‌المللی موسیقی فجر (۱۳۹۰) (با رهبری ارکستر مجلسی و گروه کُر دانشجویان پردیس هنرهای زیبای دانشگاه تهران)